# Vida normal
Vida normal (títol original: Normal Life) és una pel·lícula estatunidenca dirigida per John McNaughton el 1996. Ha estat doblada al català.

## Argument
Enamorat de Pam, bonica jove excèntrica i inestable, a la qual vol oferir una "vida normal", l'agent Chris Anderson derraparà cap a la realització d'actes criminals.

## Repartiment
- Ashley Judd: Pam Anderson
- Luke Perry: Chris Anderson
- Bruce A. Young: Agent Parker
- Jim True-Frost: Mike Anderson, germà de Chris
- Edmund Wyson: Darren
- Michael Skewes: Oficial Swift
- Scott Cummins: Hank Chilton
- Kate Walsh: Cindy Anderson, esposa de Mike
- Tom Towles: Frank Anderson
- Penelope Milford: Adele Anderson, mare de Chris

## Crítica
- "Esplèndid film romàntic, cinema en estat pur, estupenda i desoladora"[3]
- "Una interpretació [de Judd] calenta, sexy i violentament inquietant (...) la seva energia arrasa el guió convencional i fa de 'Normal Life' compulsivament visible."[4]